# Ferrari F355
Ferrari 355 je sportski automobil, dvosjed koji je od 1994. do 1999. proizvodila talijanska tvrtka Ferrari. Model je bio nasljednik modela Ferrari 348, te prethodnik modela Ferrari 360.
Automobil s pogonom na stražnje kotače, pogonio je središnje smješten 3.5 L V8 motor. Za razliku od prethodnika, zapremnina motora je povećana s 3.4 na 3.5 L, te je povećan broj ventila po cilindru na 5. Motor je razvija 375 KS (279 kW).
U svijetu je proizvedeno oko 11273 primjerak automobila, te je bio najprodavaniji model Ferrarija do tada.
Inačice su bili kupe izvedba Berlinetta, GTS targa izvedba i kabriolet Spider.